# لئو گامالیو
لئو گامالیو (انگلیسی: Léo Gamalho؛ زادهٔ ۳۰ ژانویهٔ ۱۹۸۶) بازیکن فوتبال اهل برزیل است.
از باشگاه‌هایی که در آن بازی کرده‌است می‌توان به باشگاه فوتبال بوتافوگو، باشگاه فوتبال باهیا، باشگاه فوتبال گرمیو، باشگاه ورزشی اینترناسیونال، باشگاه فوتبال سانتاکروز، و باشگاه فوتبال ناسیونال اروگوئه اشاره کرد.